# Peñarandilla
Peñarandilla è un comune spagnolo di 267 abitanti situato nella comunità autonoma di Castiglia e León.